# الغارة الجوية على مستشفى ماريوبول
قصفَ سلاح الجو الروسي في التاسع من آذار/مارس 2022 مستشفى الولادة رقم 3، وهو مستشفى خاص بالأطفال ويُعتبر بمثابة جناحٍ الولادة في مدينةِ ماريوبول بأوكرانيا. حصلَ القصف أثناء الغزو الروسي لأوكرانيا، وأسفرَ عن مقتل أربعة أشخاصٍ على الأقل وإصابة ستّة عشر آخرين على الأقل أيضًا، كما تسبَّبَ القصفُ في ولادة جنينٍ ميّت واحد. وصفَ الرئيس الأوكراني فولودومير زيلينسكي، وجوزيب بوريل الممثل السامي للاتحاد للشؤون الخارجية والسياسة الأمنية والمسؤول في وزارة الخارجيّة البريطانيّة جيمس هيبي القصف بأنّه جريمة حرب. زعمَ في العاشر من آذار/مارس كلٌ من وزير الخارجية الروسي و‌وزارة الدفاع أنَّ قصف المستشفى كان بسببِ وجود القوات المسلحة الأوكرانية فيه وتحديدًا في مستشفى ماريوبول للولادة رقم 1، مُعيدينَ ما قالهُ ممثل روسيا لدى الأمم المتحدة فاسيلي نيبينزيا قبل ذلك بثلاثة أيّام.

## خلفية
فرضت القوات الروسية وباقي القوات الموالية لها حصارًا على مدينة ماريوبول الأوكرانيّة وذلك خلال الغزو الروسي للأخيرة. جرى اتفاقٌ في التاسع من آذار/مارس 2022 بين السّلطات الروسية ونظيرتها الأوكرانيّة على السماحِ للمدنيين بالإخلاء من ماريوبول وأربع مدن أوكرانية أخرى.

## القصف
وصفت السلطات الأوكرانية الأضرار التي لحقت بالمستشفى بأنها «هائلة»، وأظهرت لقطات فيديو في أعقاب الهجمات جزءًا كبيرَا من واجهة المبنى وهو مدمَّرٌ بالكامل، فضلًا عن سيارات مهترئة محترِقة أو تحترقُ بالخارج. تحولت أجنحة المستشفى إلى حطام، كما انهارت الجدران وتساقطت المعدات الطبيّة، فيما تطايرت النوافذ وتكسَّر الزجاج. صرّّحَ الرئيس الأوكراني فولوديمير زيلينسكي أنَّ الناس اختبأوا في الوقت المناسب، وهو ما قلَّلَ بحسبهِ من عددِ الضحايا.

## الضحايا
صرَّح حاكم أوبلاست دونيتسك في التاسع من آذار/مارس 2022 أنَّ 17 شخصًا، من بينهم نساء في المخاض أُصيبوا خلال القصف. بحسبِ طبيب الأعصاب أولكساندرا شربت فقد قُتلت نساءٌ خلال الغارة الجويّة عدى عن أحدِ أفراد الطواقم الطبيّة العاملة في المستشفى. أكَّدت السلطات المحليّة هي الأخرى أنَّ فتاةً وشخصين آخرين قُتلوا في القصف.
انتشرَ مقطع فيديو على مواقع التواصل يُظهر سيّدة حامل أُصيبت خلال الغارة الجويّة الروسية ويتعلَّقُ الأمر بماريانا فيشيغيرسكايا وهي مُدوِّنة أوكرانيّة مشهورة محليًّا بسبب نشاطها على إنستغرام. نُقلت ماريانا إلى مستشفى آخر وتُوفيّت بعد ولادة طفلها ميتًا في الرابع عشر من آذار/مارس متأثرةً بالإصابات العديدة التي طالتها خلال القصف، بما في ذلك إصاباتٌ على مستوى الحوض والفخذين.

## جريمة حرب
وصفَ زيلينسكي وجوزيب بوريل، الممثل السامي للاتحاد للشؤون الخارجية والسياسة الأمنية، القصف بأنه جريمة حرب، فيما قالَ جيمس هيبي، وكيل وزارة الخارجية البريطانيّة، إنه سواءً أكان القصفُ الذي طالَ المستشفى عشوائيًا أو استهدافًا متعمدًا فهو جريمة حرب.

## ردود الفعل

### أوكرانيا
صرَّح نائب عمدة ماريوبول سيرجي أورلوف: «نحنُ لا نفهم كيف يمكن في الحياة الحديثة قصفُ مستشفى للأطفال»، ووصفَ مجلس مدينة ماريوبول قصف الطائرات الروسية بأنه مُتعمَّد. أكَّدَ زيلينسكي أنَّ الهجوم يُشكّل «دليلًا على أنَّ الإبادة الجماعية للأوكرانيين [كانت] تحدث»، وعادَ نائب عمدة ماريوبول سيرجي أورلوف ليصفَ الهجوم بأنّه جريمة حرب وإبادة جماعية.

### روسيا
بحلولِ العاشر من آذار/مارس ادعى كلٌ من وزير الخارجية الروسي و‌وزارة الدفاع أنَّ «القصف كان مبررًا»، وبحسبِ الصحيفة الأوكرانيّة أوكراينسكا برافدا، فقد أكَّدَ وزير الخارجية سيرجي لافروف أنَّ قصف المستشفى كان عملاً متعمدًا حيثُ قال: «قبل أيام قليلة، في اجتماع لمجلس الأمن التابع للأمم المتحدة، قدَّم الوفد الروسي معلومات واقعيّة تُفيد بأن كتيبة آزوف ومتطرّفين آخرين قد استولوا على مستشفى الولادة هذا منذ فترة طويلة وأنّّ جميع النساء في المخاض، وجميع الممرضين والممرضات. بشكل عام قد طُلب منهم المغادرة. كانَ [المستشفى] قاعدةً لكتيبة آزوف المتطرّفة»، بينما صرَّحَ المتحدث باسم وزير الدفاع إيغور كوناشينكوف أنه «لم تنجز الطائرات العسكرية الروسية على الإطلاق أيَّة مهامٍ لضرب أهداف على الأرضِ في منطقة ماريوبول وأنَّ الغارة الجوية المزعومة كانت استفزازًا مدبّرًا بالكامل من أجل الحفاظ على الصرخة العامة المعادية لروسيا لدى الجمهور الغربي»، وكان الجيش الروسي قد ادَّعى في السابق أن كتيبتي آزوف إيدر «تُطلقان النار من المدارس والمستشفيات ورياض الأطفال في ماريوبول».
أزالَ موقع تويتر في العاشر من آذار/مارس تغريدةً نشرها حسابُ السفارة الروسية في المملكة المتحدة حيثُ زعمت السفارة أنَّ هجوم مستشفى ماريوبول كان «مزيفًا» وأنَّ إحدى الضحايا كانت «ممثلة». رحَّبَ سياسيون بريطانيون بالخطوة واتهموا السفارة الروسية بممارسةِ التضليل. ذكرَ موقعُ ميدوزا الإخباري أنَّ الممثل الروسي لدى الأمم المتحدة فاسيلي نيبينزيا، قد ادّعى في السابع من آذار/مارس أنَّ مستشفى الولادة رقم 1 هو مقرٌّ تستخدمهُ القوات المسلحة الأوكرانيّة كنقطة إطلاق، لكنّه لم يُشر مباشرة لمستشفى الولادة رقم 3. وصفَ موقع ميدوزا لافروف بأنّه خّلَطَ بين المستشفى رقم 1، الذي أشار إليه نيبينزيا، والمستشفى الذي قُصف من قِبل الطائرات الروسيّة وهو المستشفى رقم 3.

### دوليًا
وصفَ رئيس الوزراء البريطاني بوريس جونسون الهجوم بأنه «رذيل» (بالإنجليزية: Depraved)‏، بينما علَّقت جين بساكي السكرتيرة الصحفية لرئيس الولايات المتحدة جو بايدن بالقولِ «أنّه لمنَ المروّع رؤيةُ الاستخدام الهمجي للقوة العسكرية لملاحقة المدنيين الأبرياء في دولة ذات سيادة». وصفَ جوزيب بوريل، الممثل السامي للاتحاد للشؤون الخارجية والسياسة الأمنية القصفَ بأنه «جريمة حرب شنيعة»، في حين أعربَ وزير خارجيّة مدينة الفاتيكان الكاردينال بيترو بارولين عن استيائه من القصف، واصفًا إيّاه بأنه «هجوم غير مقبول على المدنيين». كتب أنطونيو غوتيريش، الأمين العام للأمم المتحدة، أن الهجوم كان «مروّعًا» وأنَّ «هذا العنف الطائش يجبُ أن يتوقَّف».
حظي القصف الروسي بإدانةٍ واسعةِ النطاق في الصحافة الدولية، حيثُ وصفت ديلي ميرور والإندبندنت هذا العمل بأنه «بربري»، ووصفته ديلي إكسبرس وديلي ميل بأنه «رديء» أو «رذيل»، فيما وصفتهُ صحيفة الغارديان والفايننشال تايمز وإل باييس بـ «الهجوم الفظيع». وصفت صحيفة الجورنال الإيطالية بوتين بأنه «مجرم حربٍ»، بينما شجبت صحيفة لا ريبوبليكا «موت الأبرياء».